# 2157 Ashbrook
2157 Ashbrook је астероид главног астероидног појаса чија средња удаљеност од Сунца износи 2,783 астрономских јединица (АЈ).
Апсолутна магнитуда астероида је 11,4.